# Студентський провулок (Житомир)
Студентський провулок — провулок у Корольовському районі міста Житомира. Назва провулку пояснюється розташуванням у ньому гуртожитку, у якому розміщувалися студенти сільськогосподарського інституту. 

## Розташування
Провулок протяжністю 250 м знаходиться у центральній частині міста, в історичній місцевості Петровська Гора. Бере початок з Пушкінської вулиці, завершується на Лермонтовській вулиці.     

## Історія
Провулок утворений на початку XX ст. Перша назва — провулок Куликовського — за прізвищем першого землевласника у провулку. Провулок показаний на плані 1915 року як такий, що починається від Пушкінської вулиці та завершується кутком в глибині кварталу. У 1931 році — Куликовський провулок. На карті міста 1941 року провулок вже з новою назвою — Студентський. Наприкінці 1950-х років у провулку з'являються двоповерхові будівлі. Останні показані на плані 1961 року, проте провулок все ще завершується кутком дещо далі будинку №7. Трасу провулку до Лермонтовської вулиці прорізано пізніше.

## Сучасність
Забудова — малоповерхова житлова та громадська, що формувалась протягом початку-середини XX ст. 

### Транспорт
Найближча зупинка громадського транспорту, а саме автобусів № 58 та № 104 — "Діагностичний центр" — у радіусі доступності до 250 м. 

### Заклади
- Художня школа ім В. Шкуринського (Студентський провулок, 2).

## Примітка
1. 1 2  Мокрицький, Георгій (2007). Вулиці Житомира. Енциклопедія Житомира. Книга 1. Житомир: Волинь. с. 261. ISBN 966-690-084-X.
2. ↑  Мокрицький Г.П. (2007). Вулиці Житомира. Енциклопедія Житомира. Том 1. Книга 1. Житомир: Волинь. с. 261. ISBN 966-690-084-X.
3. ↑  Планъ города Житоміра. М.: 1:8400, 1915
4. ↑  Plan der Stadt Shitomir vom Juli 1941
5. ↑  Карта житлових об'єктів. zhytomyr.gistechnologies.pro. Архів оригіналу за 23 грудня 2021. Процитовано 26 грудня 2021.
6. ↑  Житомир. Генеральный план. Республиканский трест Геотопосъёмка. 1951 з уточненням на 1961 рік.